# Inträdestal
Inträdestal är ett högtidligt anförande vid inträde i akademi eller annat lärt sällskap. Talet framförs i regel under en årshögtid. Beroende på sammanhang kan det vara utformat som en presentation av talaren själv vilket gäller för så kallade egoföredrag inom Rotary, eller som en minnesteckning över talarens föregångare som i Svenska akademien.